# Perinatale audit
Een audit van perinatale sterfte, ook wel afgekort tot perinatale audit, is een onderzoek naar de doodsoorzaak van een pasgeboren baby. Deze controle is in de jaren 90 ingevoerd in het Verenigd Koninkrijk en Noorwegen, in 2004 in Australië en Nieuw-Zeeland, en in 2010 in Nederland.
De meeste kinderen worden na 40 weken (à terme) geboren. De kans dat deze kinderen in leven blijven is zeer hoog (99,7%). Van de kinderen die overlijden bij de geboorte is driekwart niet à terme geboren. Wanneer een à terme geboren kind overlijdt, vraagt dat om extra controle en onderzoek. Bij een perinatale audit gaan de verschillende zorgverleners met elkaar om de tafel zitten om te kijken of er sprake was van goede zorg. Men kijkt hierbij naar 'substandaard factoren', dat wil zeggen: zorg die niet voldoet aan de professionele eisen voor gangbare zorg, landelijke richtlijnen of lokale protocollen. Bij iedere substandaard factor gaat de auditgroep na of er mogelijk een relatie was met het overlijden van de baby, en of er verbeterpunten zijn.
De deelnemers aan een audit zijn bij het gebeurde betrokken huisartsen, verloskundigen, verpleegkundigen, gynaecologen, kinderarts en pathologen en ook zorgverleners in opleiding. Soms nemen ook kwaliteitsfunctionarissen, klinisch genetici, kraamverzorgenden, ambulanceverpleegkundigen of anesthesiologen aan het onderzoek deel.
Met de resultaten van de audit kunnen zorgverleners de kwaliteit van de zorg verbeteren en daarmee  bijdragen aan een vermindering van de sterfte rond de geboorte.